# Jorge Sampaio
Jorge Fernando Branco de Sampaio kiejtéseⓘ (Lisszabon, 1939. szeptember 18. – Santa Cruz Hospital, 2021. szeptember 10.) portugál ügyvéd, politikus, Portugália egykori köztársasági elnöke.

## Életpályája
1996. január 14-én a választások első fordulójában, a Szocialista Párt jelöltjeként elnyerte a köztársasági elnöki széket Aníbal Cavaco Silvával, az ország korábbi miniszterelnökével szemben, majd március 9-én beiktatták hivatalába. Öt évvel később, 2001. január 14-én megválasztották második mandátumára is.
Köztársasági elnökként főként társadalmi és kulturális kérdésekre koncentrált. A nemzetközi politikában az ő nevéhez fűződik Makaó kínai visszacsatolásának felügyelete 1999 decemberében, emellett jelentős nemzetközi publicitást szerzett Kelet-Timor függetlenségi törekvéseinek is.
2006. március 9-én egykori ellenfele, a konzervatív jelölt, Aníbal Cavaco Silva követte hivatalában.

## Magyar kitüntetései
- A Magyar Érdemrend nagykeresztje (1999)
- A Magyar Érdemrend nagykeresztje a nyaklánccal és az arany sugaras csillaggal (2002)